# ミラン・ラパイッチ
ミラン・ラパイッチ（Milan Rapaić、1973年8月16日-）は、クロアチア（旧ユーゴスラビア）出身の元同国代表サッカー選手。現役時代のポジションはMF。優れたテクニックを持ち、直感で試合を決められる選手であった。

## クラブ経歴
1996-97シーズから所属したペルージャでは、得意のドリブルを活かして左サイドからチームの攻撃面での中核として活躍した。1997年4月6日のSSCナポリ戦ではハンドでゴールを決め、バレーボール選手になれると批判を受けたこともあった。2011年にはかつてペルージャに所属していた選手たちを集めて開催された、東日本大震災に関連したチャリティーマッチに中田英寿やラヴァネッリ、ディ・リーヴィオらと共に出場した。
フェネルバフチェ時代にはアシスト王に輝くなど、リーグ優勝に貢献し、最優秀外国人選手に選出された。

## 代表経歴
1994年から2007年までクロアチア代表としてプレーし、国際Aマッチ通算49試合5得点という記録を残した。UEFA EURO 1996の直前まで代表に召集されていたが、大会のメンバーからは外れた。その後は1998 FIFAワールドカップ後までメンバーに選ばれることが無かった。
2002年に出場した2002 FIFAワールドカップでは2試合に出番、グループステージ2戦目のイタリア代表戦では76分に1-1の均衡を破る決勝ゴールを挙げ、2-1での勝利に大きく貢献した。2年後のUEFA EURO 2004でもグループステージ最終戦のフランス代表戦で1-2の状態から引き分けに持ち込む同点弾を決めた。

## 人物
実子のボリス・ラパイッチも同じくサッカー選手であり、スペインのUDラス・パルマスでプロデビューを果たした。
コーラとタバコをこよなく愛していることでも有名。練習後には毎日のようにコカ・コーラを一気飲みし、部屋はタバコの煙で何も見えないと言われるほどだが本人は日本の報知新聞に掲載するためにおこなわれたインタビューの中でそれを否定している。
キャリアの晩期にはJリーグでプレーしてみたいと話していた。

## 所属クラブ
- ハイデュク・スプリト 1991-1996
- ACペルージャ 1996-2000
- フェネルバフチェSK 2000-2002
- ハイデュク・スプリト 2002-2003
- アンコーナ・カルチョ 2003-2004
- スタンダール・リエージュ 2004-2007
- HNKトロギル 2008-2009

## 個人成績
(リーグ戦における個人成績)
| シーズン | チーム               | リーグ                              | 試合数 | ゴール数 |
| -------- | -------------------- | ----------------------------------- | ------ | -------- |
| 1996/97  | ペルージャ           | セリエA                             | 31     | 4        |
| 1997/98  | ペルージャ           | セリエB                             | 28     | 5        |
| 1998/99  | ペルージャ           | セリエA                             | 34     | 9        |
| 1999/00  | ペルージャ           | セリエA                             | 28     | 2        |
| 2000/01  | フェネルバフチェ     | スュペル・リグ                      | 29     | 11       |
| 2001/02  | フェネルバフチェ     | スュペル・リグ                      | 16     | 3        |
| 2002     | フェネルバフチェ     | スュペル・リグ                      | 6      | 1        |
| 2002/03  | ハイデュク・スプリト | プルヴァHNL                         | ?      | ?        |
| 2003/04  | アンコーナ           | セリエA                             | 14     | 4        |
| 2004/05  | リエージュ           | ベルギー・ファースト・ディビジョンA | 20     | 4        |
| 2005/06  | リエージュ           | ベルギー・ファースト・ディビジョンA | 18     | 7        |
| 2006/07  | リエージュ           | ベルギー・ファースト・ディビジョンA | 22     | 3        |

## 代表歴

### 出場大会
- クロアチア代表
  - 2002 FIFAワールドカップ

### 試合数
- 国際Aマッチ 49試合 5得点（1994年-2007年）[9]

| クロアチア代表 | 国際Aマッチ | 国際Aマッチ |
| 年             | 出場        | 得点        |
| -------------- | ----------- | ----------- |
| 1994           | 1           | 0           |
| 1995           | 0           | 0           |
| 1996           | 2           | 0           |
| 1997           | 0           | 0           |
| 1998           | 0           | 0           |
| 1999           | 8           | 0           |
| 2000           | 2           | 0           |
| 2001           | 6           | 1           |
| 2002           | 10          | 1           |
| 2003           | 10          | 2           |
| 2004           | 6           | 1           |
| 2005           | 0           | 0           |
| 2006           | 3           | 0           |
| 2007           | 1           | 0           |
| 通算           | 49          | 5           |